# Crotalaria tsavoana
Crotalaria tsavoana är en ärtväxtart som beskrevs av Roger Marcus Polhill. Crotalaria tsavoana ingår i släktet sunnhampor, och familjen ärtväxter. Inga underarter finns listade i Catalogue of Life.